# Gratis krant

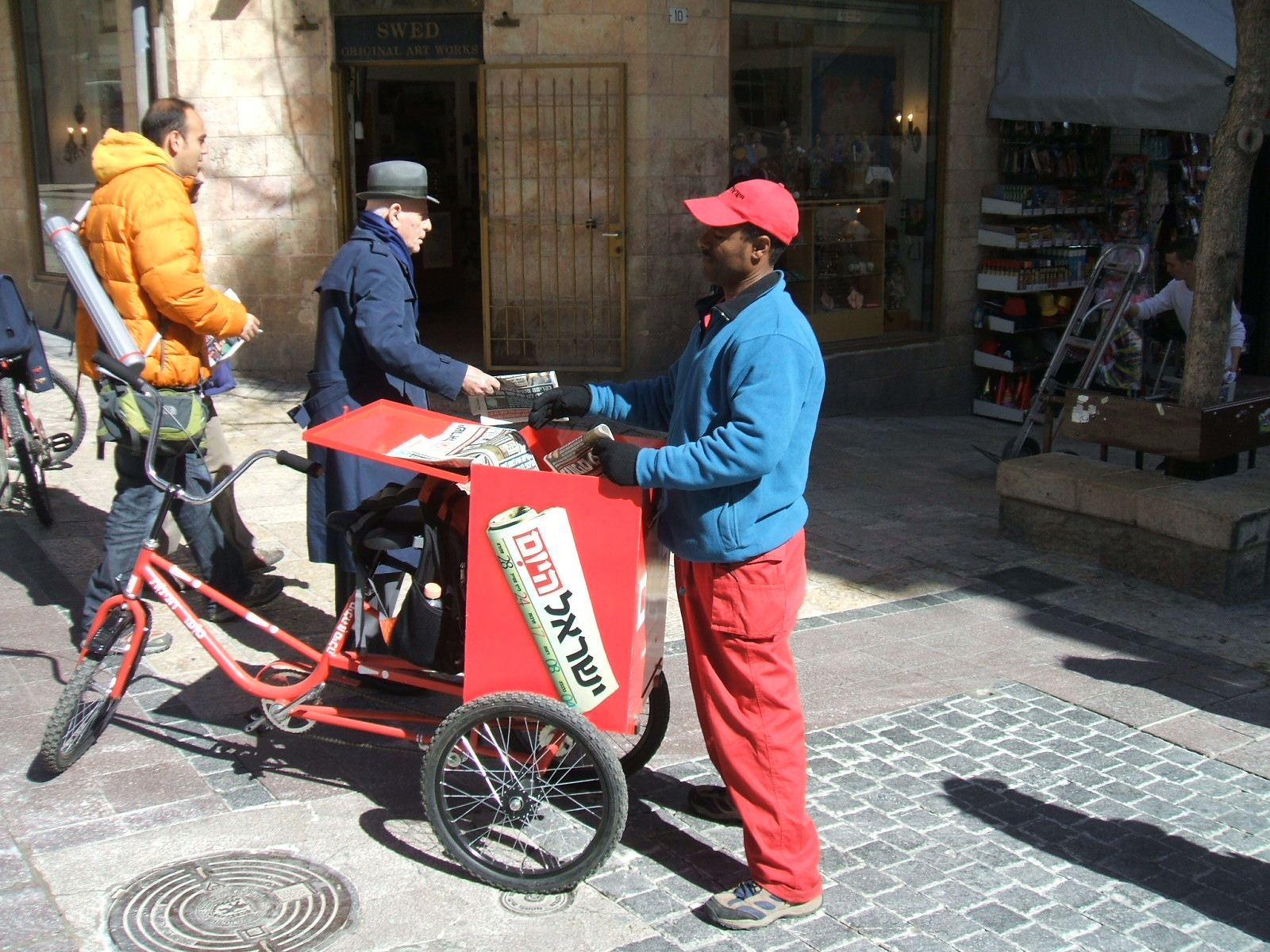
Uitgave van de Hebreeuwse gratis krant Israel HaYom in Jeruzalem

Een gratis krant of freesheet is een nieuwsblad op tabloidformaat dat gratis wordt uitgegeven. De inkomsten van deze kranten komen uit de opbrengsten van advertenties. De kranten hebben vaak minder pagina's dan de traditionele, betaalde kranten. Ook hebben de redacties minder medewerkers.
Gratis kranten worden vaak verspreid op drukke punten, zoals openbaarvervoersknooppunten. Dit kan gebeuren door middel van krantenbakken, of door verspreiders. Een belangrijk deel van de doelgroep van gratis kranten wordt gevormd door forenzen en openbaar vervoer-reizigers.

## Geschiedenis
In 1995 werd de Zweedse groep Metro International opgericht, de grootste uitgever van gratis kranten waartoe het Nederlandse Metro behoorde. In 1999 verscheen deze krant voor het eerst, samen met Sp!ts van de Telegraaf Media Groep (TMG). In oktober 2000 begon ook de Belgische Metro, die ondanks de naam geen deel uitmaakte van de internationale groep. Eind 2000 lanceerde TMG het gratis News.nl, maar stopte deze avondkrant na enkele maanden. In 2007 kreeg Nederland twee extra gratis kranten: De Pers in januari en DAG in mei. Die laatste titel zou een jaar later alweer verdwijnen. In 2012 werd ook De Pers stopgezet en nam TMG het Nederlandse Metro over. De redacties van Metro en Sp!ts werden samengevoegd en in 2014 werd deze laatste krant stopgezet. In 2020 viel ook het doek voor de gedrukte uitgave van Metro, de uitgave werd op 18 maart als gevolg van de coronacrisis gestaakt en een kleine maand later, op 16 april, besloot Mediahuis Nederland helemaal te stoppen met de nauwelijks nog kostendekkende uitgave en vanaf dat moment alleen nog online nieuws aan te bieden.

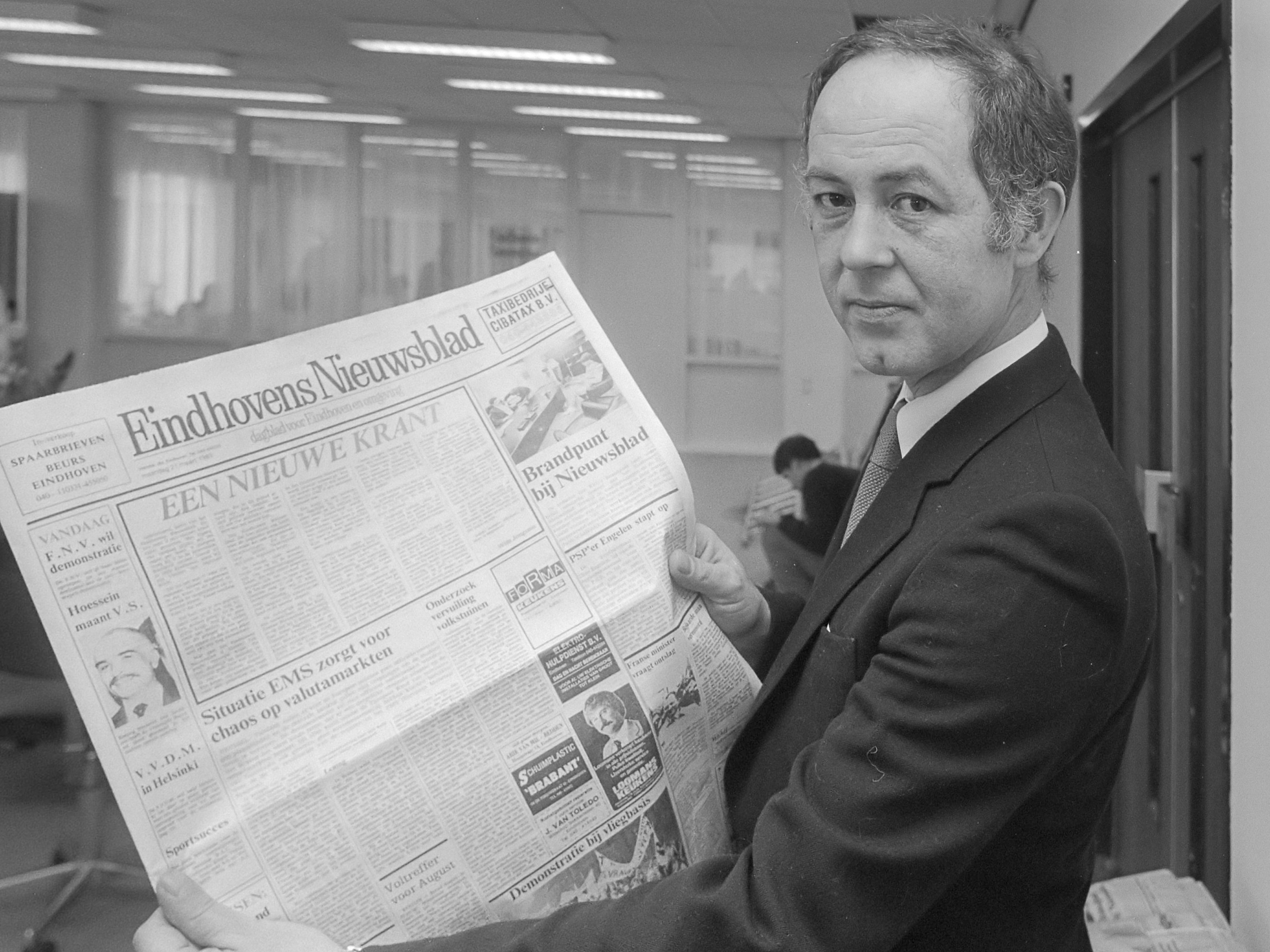
Wim Jongsma, hoofdredacteur Eindhovens Nieuwsblad (1983), het eerste gratis dagblad in Nederland dat slechts enkele weken verscheen.
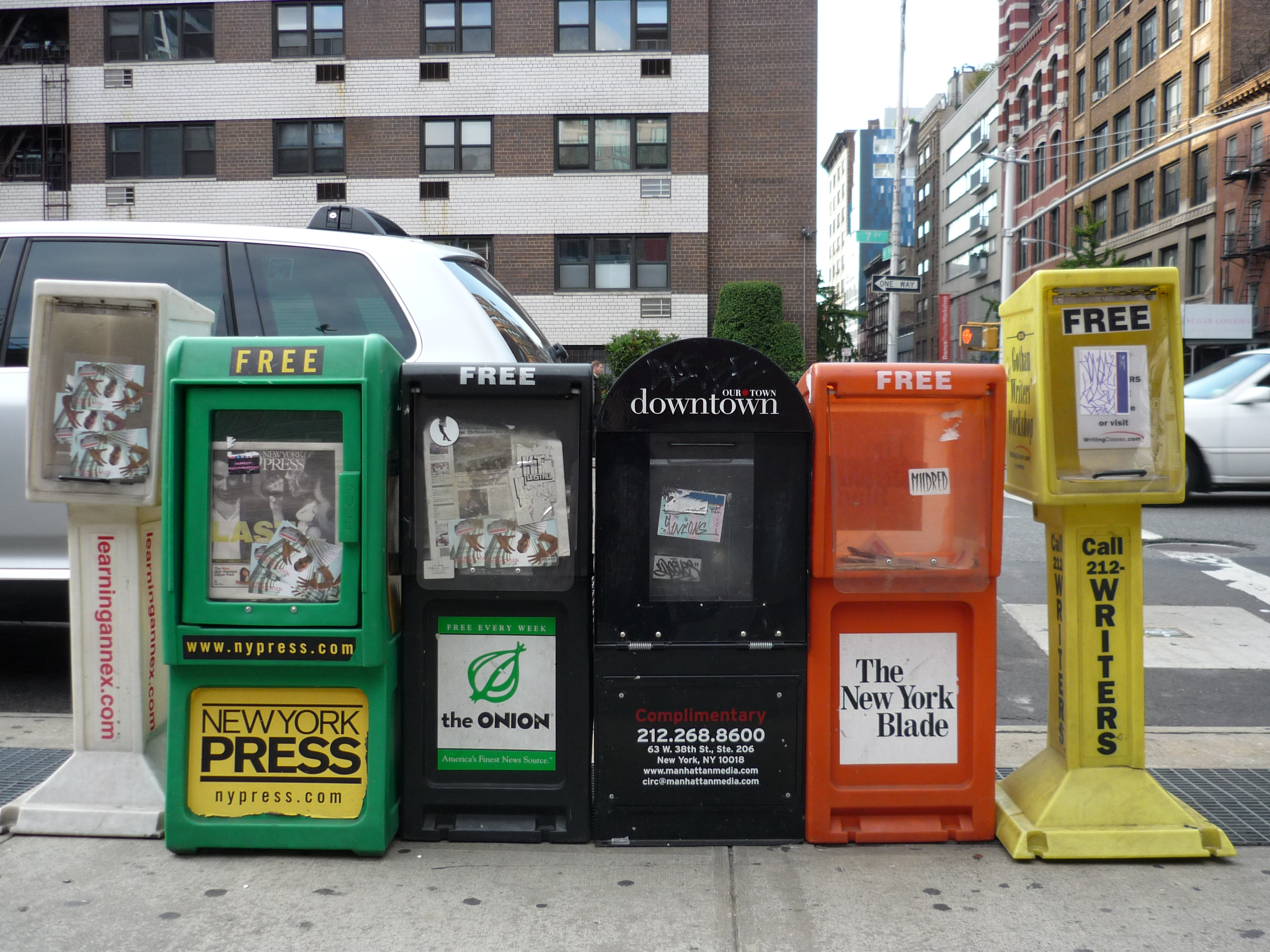
Krantenbakken in Manhattan (New York).
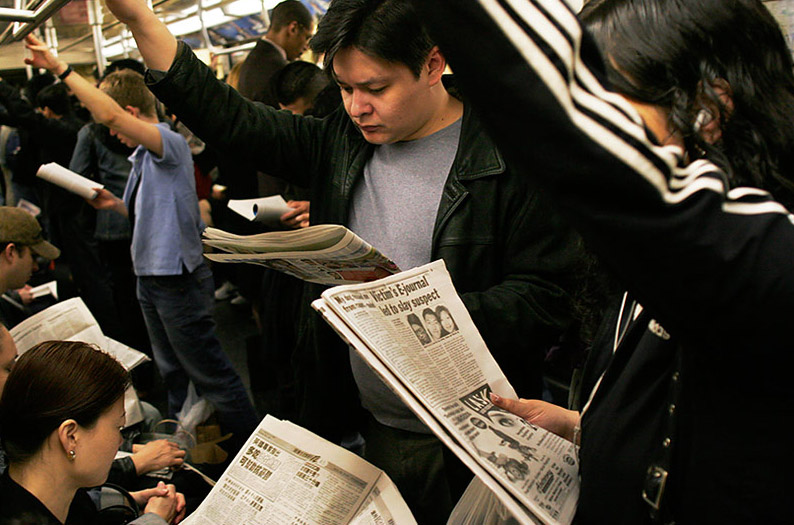
Forenzen maken veel gebruik van kranten, waaronder ook vaak gratis kranten.
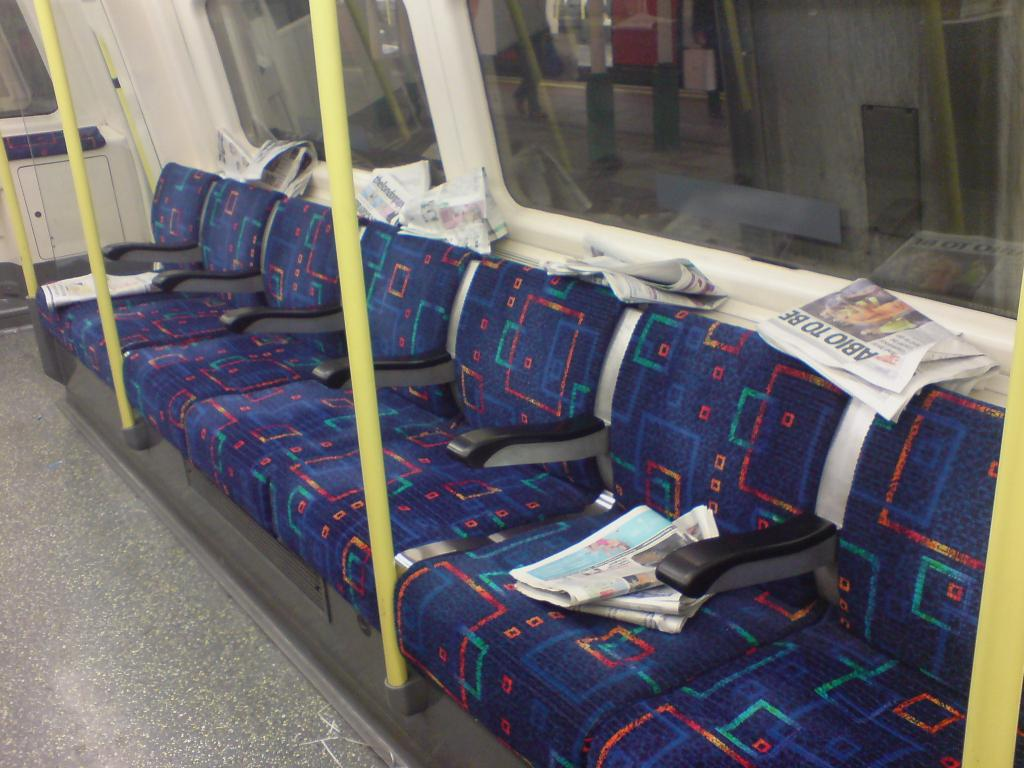
Achtergelaten gratis kranten in een treinstel van de Londense metro.